# Energiecentrale Litouwen
Energiecentrale Litouwen (Litouws:  Lietuvos elektrinė (afgekort: Lpp, Lithuanian power plant)) ligt bij Elektrėnai en is de grootste thermische centrale in Litouwen.
Na de sluiting van de kerncentrale Ignalina in 2009 werd deze centrale belangrijkste bron voor elektriciteit van Litouwen. De centrale is sinds 1962 actief en bestaat uit meerdere delen, die zijn gebouwd tussen 1960 en 1972. Er worden aanpassingen gedaan om aan Europese richtlijnen te voldoen. Voor koelwater is een reservoir in de rivier de Strėva gemaakt. De centrale heeft drie hoge schoorstenen, waarvan één 150 meter hoog, de andere twee 250 meter.